# Maria Eleonora van Brandenburg
Maria Eleonora van Brandenburg (Königsberg, 11 november 1599 - Stockholm, 28 maart 1655) was van 1620 tot 1632 koningin-gemalin van Zweden. Ze behoorde tot het huis Hohenzollern.

## Levensloop
Maria Eleonora was een dochter van keurvorst Johan Sigismund van Brandenburg en Anna van Pruisen. Ze kreeg van haar moeder een lutheraanse opvoeding.
Op 25 november 1620 huwde zij met koning Gustaaf II Adolf van Zweden en drie dagen later werd Maria Eleonora gekroond en gezalfd tot koningin-gemalin van Zweden. Het huwelijk was gelukkig: Gustaaf Adolf hield veel van zijn echtgenote en zij begeleidde hem bij zijn vele veldtochten. Aan de regeringszaken nam Maria Eleonora niet deel, aangezien ze oppervlakkig was en omschreven werd als onvoorspelbaar, temperamentvol en intellectueel weinig begaafd. Haar liefde voor muziek, schilderkunst en architectuur maakte haar spilziek en leidde tot het maken van aanzienlijke schulden. In Zweden was ze weinig populair, vanwege haar praalzucht en haar voorliefde voor buitenlanders.
In 1632 sneuvelde Gustaaf II Adolf tijdens de Slag bij Lützen, waarna zijn zesjarige dochter Christina de nieuwe koningin van Zweden werd. Wegens haar minderjarigheid nam rijkskanselier Axel Oxenstierna de regeringszaken waar. Maria Eleonora kwam snel in conflict met Oxenstierna over de voogdij en de opvoeding van haar dochter en uiteindelijk liet Oxenstierna haar in 1636 opsluiten in het Gripsholms slott. In 1640 wist Maria Eleonora uit dit slot te ontsnappen, waarna ze met medeweten van koning Christiaan IV van Denemarken naar Gotland vluchtte. De jaren nadien leefde ze aan het koninklijke Deense hof in Nykøbing.
In december 1642 werd een overeenkomst gesloten waardoor Maria Eleonora Denemarken moest verlaten. In de zomer van 1643 ging ze vervolgens resideren in Insterburg, waar ze jaarlijks 40.000 Zweedse daalders betaald kreeg. Deze geldsom werd nogmaals uit eigen zak betaald door haar dochter Christina. Ook verbleef Maria Eleonora vaak aan het Brandenburgse hof in Königsberg.
In 1648 keerde ze terug naar Stockholm. De laatste jaren van haar leven leefde ze in verzoende houding met haar dochter Christina, die in 1654 abdiceerde als koningin van Zweden ten voordele van haar neef Karel X Gustaaf. Maria Eleonora stierf in maart 1655 op 55-jarige leeftijd, waarna ze bijgezet werd in de Kerk van Riddarholmen.

## Nakomelingen
Maria Eleonora en Gustaaf II Adolf kregen vier kinderen:
- een doodgeboren dochter (1621)
- Christina (1623-1624)
- een doodgeboren zoon (1625)
- Christina (1626-1689), koningin van Zweden

- Gemeinsame Normdatei: 129693774
- International Standard Name Identifier: 0000 0000 8251 1330
- KulturNav: 423a4646-d1d5-4444-9dd7-514afcc2507f
- Library of Congress Control Number: n2010051678
- Nationale Bibliotheek van Polen: a0000003662396
- LIBRIS: 251061
- Système universitaire de documentation: 147790751
- Virtual International Authority File: 65093349
- WorldCat: E39PBJfrT6vfyJ8qVfWPGQyGHC